# Topo (Saint-Sébastien)
Pour les articles homonymes, voir Topo.
Le Topo (désigné entre 2012 et 2017 par la marque commerciale Metro Donostialdea qui signifie métro de Saint-Sébastien en basque) est un service ferroviaire sur voie métrique. Le Topo a des caractéristiques entre un réseau express régional et un métro léger, et dessert l'agglomération de Saint-Sébastien, la comarque du Donostialdea et la ville d'Irun, dans la province basque du Guipuscoa, ainsi que la ville française d'Hendaye, dans les Pyrénées-Atlantiques et la région Nouvelle-Aquitaine.
L'unique ligne du réseau est mise en service le 4 octobre 2012. Ce métro léger circule sur la ligne de chemin de fer Hendaye-Lasarte-Oria, du réseau Euskotren Trena, qui a pour l'occasion fait l'objet d'importants travaux de modernisation. En 2012, la ligne dessert 20 stations et présente une longueur d'environ 24 km. La construction de stations supplémentaires et de prolongements est prévue à l'horizon 2022.

## Historique
La décision de créer le métro léger de Saint-Sébastien remonte au tournant du XXIe siècle, bien qu'une partie de l'infrastructure existait déjà depuis le début du XXe siècle. En effet, à l'instar du métro de Bilbao, le métro de Saint-Sébastien est créé à partir d'une ligne de chemin de fer secondaire préexistante, dont l'infrastructure est utilisée en grande partie. En l'occurrence, il s'agit de la ligne à voie métrique d'Hendaye à Lasarte-Oria du réseau basque Euskotren Trena,. Longue de plus de 21 kilomètres, elle relie les villes de Hendaye et de Lasarte-Oria à la gare d'Amara de la ville de Saint-Sébastien. Elle chemine le long de la côte basque et emprunte de nombreux viaducs et tunnels, ce qui lui a valu le surnom de « El Topo » (la taupe en espagnol),.
Les premiers travaux débutent au cours des années 2000. Ils consistent d'abord à élargir les nombreux ouvrages d'art de la ligne, afin de permettre la pose d'une double voie sur l'essentiel de son parcours. Jusqu'alors, la ligne était à voie unique sur plus de 60 % de son parcours. Le projet comporte également la rénovation de stations et la construction de nouvelles stations souterraines.
La ligne prend officiellement le nom de « métro » le 4 octobre 2012, presque cent ans après son ouverture initiale. Ce changement de nom s'accompagne de la mise en place d'un service cadencé à 7,5 minutes en heures de pointe sur la partie centrale de la ligne, de l'ouverture d'une station nouvelle (Intxaurrondo) et de la réouverture d'une station entièrement reconstruite et mise en souterrain (Herrera).
À cette occasion, les trains revêtissent une nouvelle livrée. Des rames automotrices modernes sont également graduellement mises en service, afin de remplacer progressivement les trains plus anciens, qui circulent sur la ligne depuis les années 1980.
Toutefois, le réseau reste encore incomplet, et il faudra attendre plusieurs années de travaux avant que le projet soit mené à son terme. Le projet définitif comporte notamment la construction de nouvelles stations et d'un nouveau tracé destiné à assurer une desserte plus fine du centre-ville, la suppression du rebroussement en gare de Amara, et la mise en place de fréquences plus élevées,,. À terme, la ligne devrait transporter 30 millions de passagers chaque année.

## Réseau actuel

### Exploitation
En 2018, le réseau comporte deux lignes desservant 21 stations et présente une longueur d'environ 24 km : 
- ligne E2 comportant 20 stations entre Lasarte-Oria et Hendaia sur 28,370 km ;
- ligne E5 comportant 7 stations entre Amara et Altza sur 6,5 km.

L'exploitation de la ligne est confiée à la société publique basque Euskotren Trena.
Le réseau offre des correspondances avec les réseaux ferroviaires d'Euskotren et de la SNCF. En effet, cette ligne présente la particularité de desservir le territoire français : la station terminus Hendaia est implantée en France, dans la cour d'arrivée de la gare d'Hendaye.
Le service est assuré par des rames automotrices UT-200 et UT-900 fabriquées par le constructeur basque Construcciones y auxiliar de ferrocarriles (CAF). La fréquence de circulation des rames est de 7,5 minutes en semaine aux heures de pointe entre Amara et Herrera, et de quinze à trente minutes sur les extrémités de la ligne.

### Liste des stations

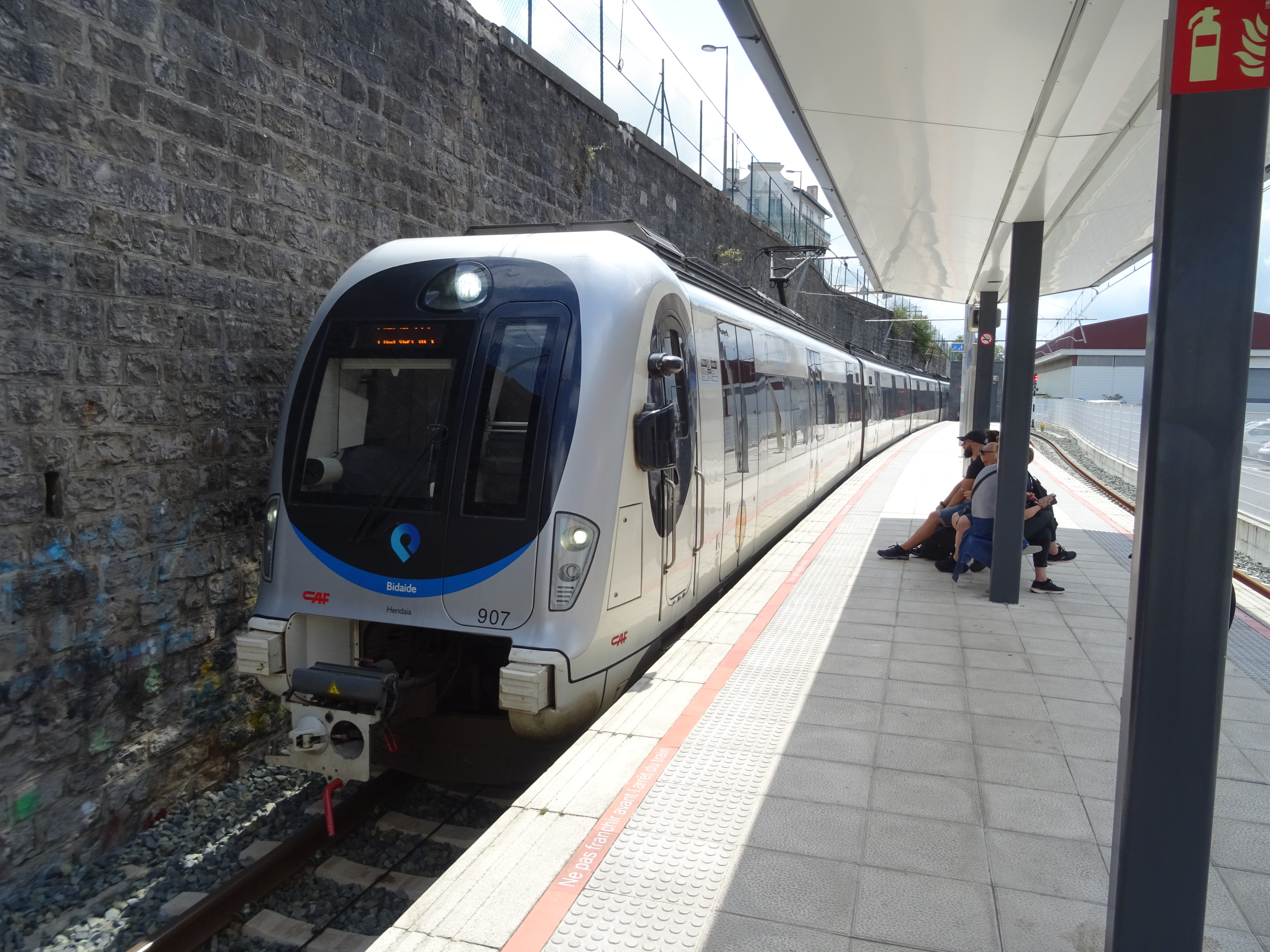
Une rame CAF S-900 stationnant au terminus Hendaia (Hendaye).

#### Ligne E2
La ligne E2 du réseau Euskotren relie Saint-Sébastien à Hendaye en France. C'est l'unique ligne internationale du réseau. Un train sur deux est limité à la gare d'Irun Colon,. Le doublement de la voie entre Irun et Hendaye permettra de prolonger l'ensemble des services de la ligne E2 jusqu'à la gare d'Hendaye.
|  |   |  | Station        | Correspondances        |
|  | - |  | -------------- | ---------------------- |
|  | o |  | Lasarte-Oria   |                        |
|  | • |  | Errekalde      | Euskotren Trena        |
|  | • |  | Añorga         | Euskotren Trena        |
|  | • |  | Lugaritz       | Euskotren Trena        |
|  | o |  | Amara          | E5, Euskotren Trena    |
|  | • |  | Anoeta         |                        |
|  | • |  | Loiola         |                        |
|  | • |  | Intxaurrondo   |                        |
|  | • |  | Herrera        |                        |
|  | • |  | Pasaia         | Renfe (150 m)          |
|  | • |  | Galtzaraborda  |                        |
|  | • |  | Errenteria     |                        |
|  | • |  | Fanderia       |                        |
|  | • |  | Oiartzun       |                        |
|  | • |  | Gaintxurizketa |                        |
|  | • |  | Bentak         | Renfe                  |
|  | • |  | Belaskoenea    |                        |
|  | • |  | Irun Colon     | Renfe, Txik Txak       |
|  | • |  | Irun Ficoba    | Txik Txak              |
|  | o |  | Hendaye        | SNCF (20 m), Txik Txak |

La desserte de la station Amara entre les stations Lugaritz d'une part et Anoeta de l'autre, s'effectue sur un tronçon unique d'environ 250 mètres avant l'entrée en gare puisque celle-ci est en cul-de-sac, obligeant les rames à réaliser systématiquement un rebroussement à cette station pour réaliser la totalité du trajet. La construction d'un nouveau tronçon d'une longueur 4,2 km entre Lugaritz et Anoeta situé au nord du tronçon actuel permettra de supprimer cet inconvénient tout en desservant de nouveaux quartiers bordant la baie de la Concha. Il comportera trois nouvelles stations souterraines : Benta Berri, Centro-La Concha et Easo (cette dernière remplaçant la station Amara).

#### Ligne E5
|  |   |  | Station      | Correspondances     |
|  | - |  | ------------ | ------------------- |
|  | o |  | Amara        | E2, Euskotren Trena |
|  | • |  | Anoeta       |                     |
|  | • |  | Loiola       |                     |
|  | • |  | Intxaurrondo |                     |
|  | • |  | Herrera      |                     |
|  | o |  | Altza        |                     |

## Projets de développement
À l'automne 2012, le gouvernement basque valide la construction du nouveau tracé de la ligne en centre-ville, entre les stations Lugaritz et Anoeta, comportant la construction de trois nouvelles stations souterraines, permettant ainsi la suppression du rebroussement au niveau de la gare d'Amara-Donostia,. Les travaux ont commencé à l'automne 2017 et une mise service du nouveau tronçon est prévu en 2022.
Des prolongements au nord-est (création d'une branche vers Fontarrabie et l'aéroport de Saint-Sébastien) ainsi qu'au sud-ouest (au-delà de Lasarte-Oria) sont programmés à plus long terme. Un pôle d'échange multimodal, offrant des correspondances avec le Cercanías Saint-Sébastien, pourrait être aménagé à la station Loiola.